# Isabelle de Beauvau

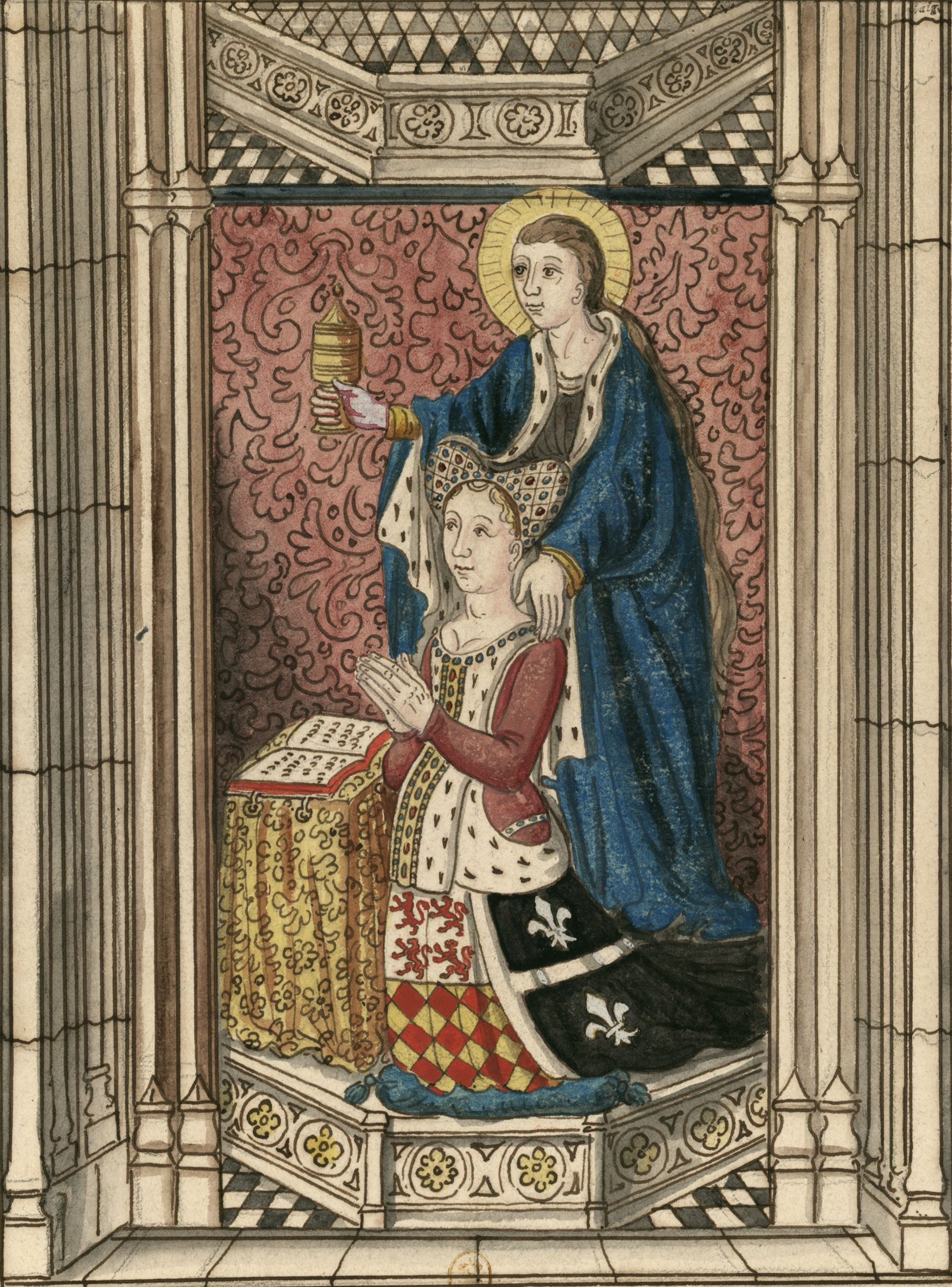
Margherita di Chambley madre di Isabelle mostrata mentre prega accanto a Santa Maria Maddalena.

Isabelle de Beauvau (1436 circa – 1476) è stata una nobildonna francese, dama di Champigny e La Roche-sur-Yon e contessa di Vendôme.

## Biografia
Isabelle era l'unica figlia nata dal matrimonio del conte Luigi di Beauvau (1410-1482) con la sua prima moglie Margherita di Chambley. Conobbe il conte Giovanni VIII di Borbone-Vendôme durante una visita che lui fece nelle terre di Vendôme. Si sposarono il 9 novembre 1454 ad Angers.
Isabelle morì dando alla luce l'ultima figlia. Fu sepolta nella chiesa di San Giorgio a Vendôme.

## Discendenza
Isabelle e Giovanni ebbero otto figli:
- Giovanna (1455 circa-1486), sposata a Louis de Joyeuse (1450-1502);
- Carlotta (1460-1520), sposata a Engilberto di Nevers (1462-1506), conte di Nevers;
- Giovanna (1465-1512), sposatasi prima con Giovanni II di Borbone (1487), poi con Giovanni III de La Tour d'Auvergne;
- Renata (1468-1534), badessa della Trinità di Caen e di Fontevrault;
- Francesco (1470-1495);
- Luigi (1473-1520), principe di La Roche-sur-Yon;
- Caterina (1474-post 1525), sposata a Gilbert de Chabannes (1478-1511);
- Isabella (1476-1531), badessa di Fontevrault e della Trinità di Caen.

## Ascendenza
|                        |                      |                        | Genitori                                 |  |  | Nonni |  |  | Bisnonni        |  |  | Trisnonni |  |
|                        |                      |                        |                                          |  |  |       |  |  | Jean de Beauvau |  |  | …         |  |
|                        |                      |                        |                                          |  |  |       |  |  | Jean de Beauvau |  |  | …         |  |
|                        |                      | …                      |                                          |  |  |       |  |  | Jean de Beauvau |  |  |           |  |
| Pierre de Beauveau     |                      |                        |                                          |  |  |       |  |  | Jean de Beauvau |  |  |           |  |
|                        |                      | Jeanne de Tigny        | …                                        |  |  |       |  |  |                 |  |  |           |  |
|                        |                      | Jeanne de Tigny        | …                                        |  |  |       |  |  |                 |  |  |           |  |
|                        |                      | Jeanne de Tigny        | …                                        |  |  |       |  |  |                 |  |  |           |  |
| Louis de Beauvau       |                      | Jeanne de Tigny        |                                          |  |  |       |  |  |                 |  |  |           |  |
|                        |                      | Pierre de Craon        | Guillaume I de Craon                     |  |  |       |  |  |                 |  |  |           |  |
|                        |                      | Pierre de Craon        | Guillaume I de Craon                     |  |  |       |  |  |                 |  |  |           |  |
|                        |                      | Pierre de Craon        | Marguerite de Dampierre-Flandre-Termonde |  |  |       |  |  |                 |  |  |           |  |
| Jeanne de Craon        |                      | Pierre de Craon        |                                          |  |  |       |  |  |                 |  |  |           |  |
|                        |                      | Jeanne de Châtillon    | Gaucher de Châtillon                     |  |  |       |  |  |                 |  |  |           |  |
|                        |                      | Jeanne de Châtillon    | Gaucher de Châtillon                     |  |  |       |  |  |                 |  |  |           |  |
|                        |                      | Jeanne de Châtillon    | Marie de Coucy-Meaux                     |  |  |       |  |  |                 |  |  |           |  |
| Isabelle de Beauvau    |                      | Jeanne de Châtillon    |                                          |  |  |       |  |  |                 |  |  |           |  |
|                        | Ferri IV de Chambley | …                      |                                          |  |  |       |  |  |                 |  |  |           |  |
|                        | Ferri IV de Chambley | …                      |                                          |  |  |       |  |  |                 |  |  |           |  |
|                        | Ferri IV de Chambley | …                      |                                          |  |  |       |  |  |                 |  |  |           |  |
| Ferri V de Chambley    | Ferri IV de Chambley |                        |                                          |  |  |       |  |  |                 |  |  |           |  |
|                        |                      | Ermengarde de Florange | …                                        |  |  |       |  |  |                 |  |  |           |  |
|                        |                      | Ermengarde de Florange | …                                        |  |  |       |  |  |                 |  |  |           |  |
|                        |                      | Ermengarde de Florange | …                                        |  |  |       |  |  |                 |  |  |           |  |
| Marguerite de Chambley |                      | Ermengarde de Florange |                                          |  |  |       |  |  |                 |  |  |           |  |
|                        |                      | …                      | …                                        |  |  |       |  |  |                 |  |  |           |  |
|                        |                      | …                      | …                                        |  |  |       |  |  |                 |  |  |           |  |
|                        |                      | …                      | …                                        |  |  |       |  |  |                 |  |  |           |  |
| Jeanne de Launoy       |                      | …                      |                                          |  |  |       |  |  |                 |  |  |           |  |
|                        |                      | …                      | …                                        |  |  |       |  |  |                 |  |  |           |  |
|                        |                      | …                      | …                                        |  |  |       |  |  |                 |  |  |           |  |
|                        |                      | …                      | …                                        |  |  |       |  |  |                 |  |  |           |  |
|                        |                      | …                      |                                          |  |  |       |  |  |                 |  |  |           |  |